# 水的性質

水（H
2O）是一种极性无机化合物，也是一种在常温下无味无臭的液体。其几乎无色，只有微弱的蓝色，是迄今为止研究次数最多的化合物，被称为“通用溶剂”和“生命溶剂”。水是地球表面最丰富的物质，并且是唯一一种在地球表面以固体、液体和气体三种形式存在的常见物质。水分子也是宇宙中含量第三丰富的分子，仅次于氢分子和一氧化碳分子。
水分子之间通过氢键相互作用，且具有较强的极性。这种极性使水能够解离盐中的离子，并与其他极性物质（如醇和酸）形成键，从而溶解它们。水分子间的氢键使水具有许多独特的性质，例如其固态比液态密度低、与其摩尔质量相比具有较高的沸点（100°C）以及具有较高的熱容量。
水是一种两性物质，意味着它能根据溶液的pH值表现出酸性或碱性的特性，并能轻易生成H+
和OH−
离子。水的两性特性导致其发生自我离子化。水的H+
和OH−
离子的活性度是常数，因此它们的浓度是互为反比的。

## 热力学性质

### 相态
水以多种形态存在，而一般只有液態的水才被視為水。
- 氣態：气态的水即我们所说的水蒸氣。水蒸气是无色的，我们看到的白色水气是水蒸气冷凝后的液态小水滴。
- 过冷水是低过0℃的水，在破坏平衡下会迅速结冰。超临界水是在高压和高温环境下形成的水，不仅具有极强的氧化能力，而且极易与油和其他物质混合，具有很强融合能力。
- 固态的水即我们熟知的冰。由于氫鍵的存在，當水被冷却至冰點附近時，水分子能透過重組來使能量最小化的關係，所以氫鍵的存在意味着分子可以形成帶六角形晶體結構的冰，這種冰的密度實際上較低：因此於固態時（冰）會浮水上。亦即是說，水結冰時會膨脹（负热膨胀）。在足夠壓力下，固體密度比液體低會帶來一個效果。當壓力增加時熔點下降，而當熔點溫度比周圍環境低時冰會熔化。要使熔點大幅度下降需要增加相當大的壓力——溜冰者所施加的壓力只會把熔點下調約0.09℃。
- 热冰是水的另一个现象，即水在室温下，加以106V/m的电场，也能变成冰[8]。这个现象被用来解释云的形成，云层里的冰晶初次形成时需要−10 °C的低温，而后来再次结冰只需要−5 °C，这意味着晶体的结构发生了改变。[9]
- 聚合水是一个水的聚合物的假设，在1960年代晚期是科学界的争论话题之一。现在多数人认为聚合水并不存在。

### 相变

水的相图

水的相圖

- 三相點：固態、液態和氣態能同時存在的溫度和壓力就被稱為水的三相點。這點用於制定溫度單位（開氏度，間接攝氏度，甚至華氏度都是）。約定俗成的三相點溫度為273.16 K (0.01 oC)，而壓力則為611.73 Pa。這個壓力是頗低的，約為海平面大氣壓力（101,325 Pa）的1/166。火星這顆行星上的表面大氣壓力跟三相點壓力非常地相近，故火星的零海拔或“海平面”被規定為大氣壓力跟三相點壓力一致的高度。
- 临界点：在其臨界溫度及壓力（647K及22.064MPa）時，水分子會变为一種“超臨界”狀態，液态般的水滴漂浮于气态之中。
- 熔点、沸点：儘管氫鍵是一種相對較弱的引力（跟連接水分子內原子的共價鍵比較時），但是它造就了水的多個特性。其中一個特性就是水相對較高的熔點及沸點，因為需要更多能量才能夠克服分子間的氫鍵。相近的化合物硫化氫（H2S）的氫鍵較水的弱，在室溫下是氣體。维也纳标准平均海水（英语：Vienna Standard Mean Ocean Water）（VSMOW）的熔点在273.1500089(10) K / 0.000089(10)℃ ，沸点在373.1339 K / 99.9839 ℃。在历史上，人们曾利用水的性质来定义温度的标度。值得注意的是，热力学温标、摄氏温标和华氏温标都是，或曾经是用水的熔沸点来定义的。其他不常用的温标，例如Delisle温标、牛顿温标、列氏温标和羅氏溫標，也是用相似的方法定义的。在现代，人们更普遍使用水的三相点作为一个标准点。[10]

水分子間額外的鍵為液態水帶來了高比熱容。這種高比熱容使水成為一種較佳的熱量儲存媒介。

## 分子间作用

水分子中的氢键

水分子间的电磁相互作用分为氢键和范德华力。氢键是一种较强的分子间作用力，强于范德华力，又比化学键弱得多。一個水分子最多能形成四條氫鍵，因為它能夠在接受两个电子的同时也可以提供兩個電子。水跟其他氫鍵液體（如氟化氫、氨及甲醇）在熱力學、動能及結構方面的表现差别明显，原因在于水是唯一能形成四條氫鍵的分子，其他分子不能這樣做的原因有二：一是由於它們不能再提供或接受氫，二是由於這樣做會形成引起立體效應的殘餘物。由水的四條氫鍵所形成的正四面體序列，產生了開放結構以及三維結合網絡，跟簡單液體內部的緊密結構截然不同。儘管水是有氫鍵結合網絡的液體，而二氧化硅則有高熔點的電價網絡，但兩者的異常表現仍有相近之處。水適用於生命體，而且被牠們採用，原因在於它在各生物程序適應的一系列溫度狀況下展示出獨有的性質，包括水合作用。
一般被認為水的氫鍵主要是由靜電力及一些電價性所導致的。氫鍵的類電價性質由萊納斯·鮑林於1930年代預測，至今仍待實驗及理論計算的明確證明。

### 表面张力

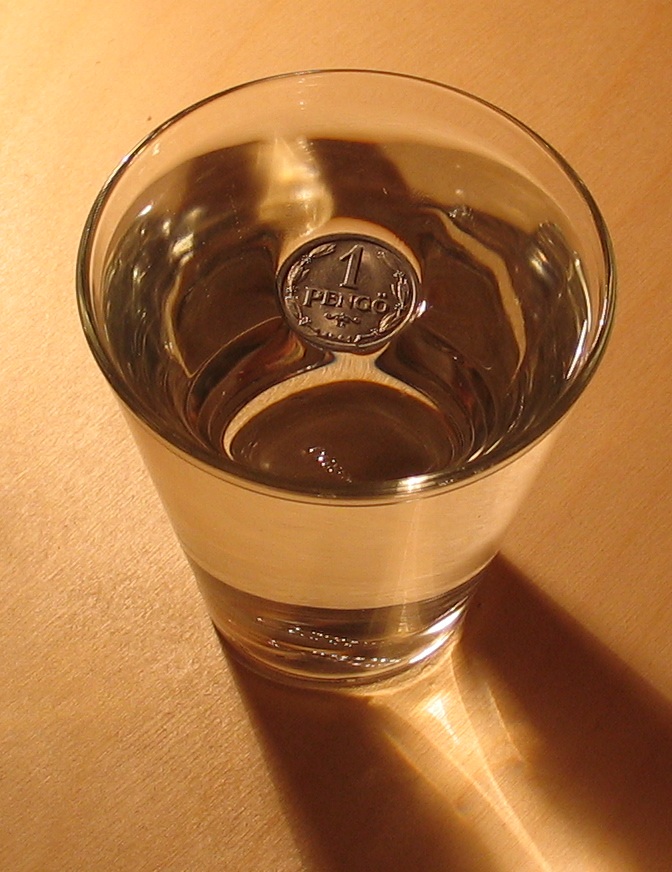
水的表面张力實驗

水的表面張力其大小与温度负相关。由于水具有所有非金属液体中最大的表面张力值72.8 mN/m（20℃），使水滴保持相对稳定。当少量水滴滴在玻璃板上，即可观察到水的表面张力：水滴继续保持液滴状态。另一个常见的例子是，向一杯注满水的玻璃杯中缓缓投放硬币，水不会立刻溢出，而是向上凸起。

### 毛细现象
水的毛细现象对生物来说非常重要。例如，植物吸水时，水通过茎內的木质部向上运输。强大的分子间作用力维持维管束中水的柱状形态，粘接性使水柱聚集，粘性使水紧贴维管束壁，而张力则能防止葉面蒸腾作用导致水柱断裂。其他低张力的液体则会导致液柱裂开，形成真空，使蒸腾作用失效。

### 浸润性
水的浸润性是指水在物体表面的展开性和渗透性。水滴会在亲水性物体，如玻璃、金属等表面展开形成水膜，在疏水性物体如蜡的表面则会形成球形。渗透性是指一种材料在不损坏介质构造情况下，能使水通过的能力。

### 偶極性

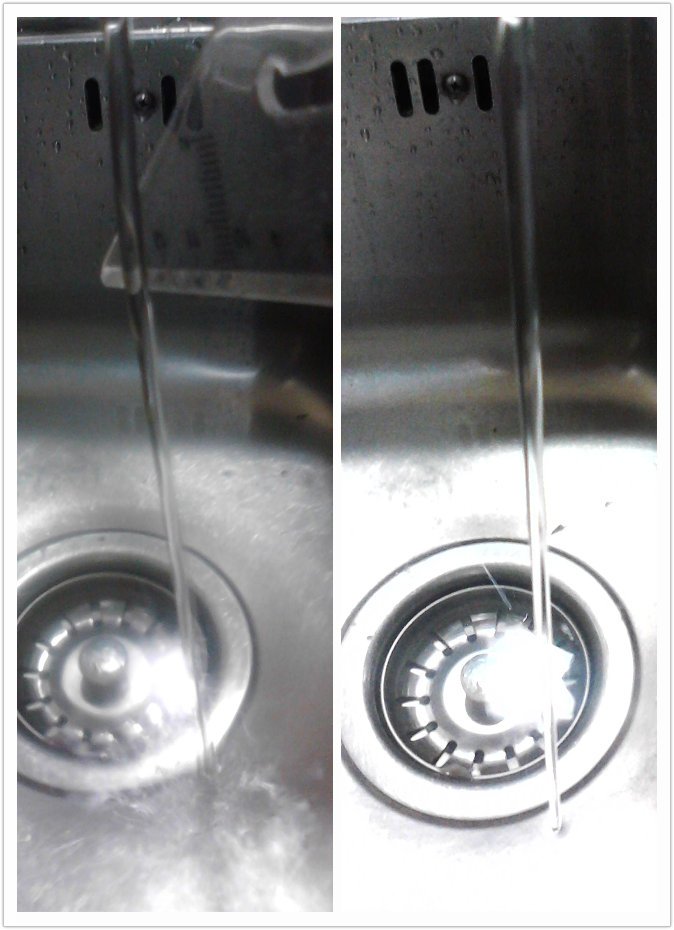
水柱被带电的塑料尺（左）吸引，右图为正常情况的对比。

水的一項重要特性就是它的極性。水分子呈角狀，當中氫原子位於末端而氧原子則在頂點。由於氧的電負性比氫高，所以分子中有氧原子的一邊電荷會偏負。帶這樣一個電荷差的分子被稱為偶極子。電荷差使得水分子互相吸引（偏正電的區域會被偏負電的區域吸引），同時亦使它們和其他極性分子互相吸引。這種吸引力被稱為氫鍵，它解釋了許多水的特性。某些分子，如二氧化碳，原子間負電性亦有差異，但不同之處在於二氧化碳分子形狀成對稱排列，因此對立電荷會被相互抵消。如果將電荷靠近小水柱時亦可觀察到水的此一現象，這現象會使水柱向電荷方向彎曲。

## 物理性质

### 摩尔质量
水（H2O）的摩尔质量为18g·mol⁻¹，即6.02×1023个水分子的质量为18克。重水（D2O）是普通水的氢原子被它更重的同位素(氘)所取代而形成的，摩尔质量为20g·mol⁻¹，其化学性质和普通水基本一致，常用在核反应堆中减速中子。1933年，吉尔伯特·牛顿·刘易斯分离出来第一份纯的重水。超重水（T2O）由两个氚和一個氧組成，摩尔质量为22g·mol⁻¹，半衰期约12年。

### 纯水密度

冰和水的密度与温度的关系

冰的密度比液態水要“低”，所以冰會浮在水上。在室溫時，液態水在溫度降低時密度會增加，但在接近冰點的3.98°C 時，水達到其最大密度，而且當水的溫度繼續向冰點下降，在標準狀態下液態水會膨脹，密度並因此會變“低”。這現象的物理原因跟普通冰的晶體結構有關，該結構又被稱為六角形。水、鎵、鉍、銻和硅都會在凝固時膨脹；其他大部份材料則收縮。但要注意的是，並不是所有種類的冰密度都比液態水低。例如高密度非結晶冰和超高密度非結晶冰的密度都比液態純水要高。因此，普通冰密度比水低的理由並不能容易地憑直覺所得，而且它跟氫鍵固有的不尋常特性有很大的關係。
總的來說，水在凝固時的膨脹是由於其以氫鍵不尋常的彈性而排成的縱列分子結構，以及能量特別低的六角形晶體形態（也就是標準狀態下所採用的形態）。那就是當水冷卻的時候，它嘗試在晶格形態下成堆，而該晶格會把鍵的旋轉及振動分量拉長，所以一个水分子会被邻近的几个分子推挤，這實際上就減少了當水在標準狀態下成冰時的水密度ρ。
這特性在地球生態系統中的重要性是不言而喻的。例如，“如果”水凝固的時候密度較高的話，極地環境中的湖泊和海洋最後都會結成冰（從上至下）。這是因為此時冰會沉到湖底及河床，而必要的升溫現象（見下文）在夏季時則因暖水層質量比底下的固態冰層低而發生不了。自然界的一個重要特徵就是上述並不會在環境中自然發生。
然而，冷水（在相關生物系統中的一般自然設定下）因氫鍵而在從冰點以上的3.98°C所開始產生的不尋常膨脹，為淡水生物在冬季提供了一重要的好處。在表面上被冷凍的水沉下，形成提供對流的水流並冷卻整個水體，但當湖水到達4°C 時，若繼續冷卻則表面水密度降低，形成一表面層，該層水最後會凝固成冰。由於向下的冷水流被密度的轉變擋住，冬季任何由淡水所成的大水體最冷的水都會在表面附近，離開湖底及河床。這說明了多種不為人知的冰性質，它們跟湖中的冰相關及像二十世紀早期科學家卡夫特（Horatio D. Craft）所描述的“跌出湖的冰”。
| 温度（°C）                   | 密度（g/cm³） |
| ---------------------------- | ------------- |
| 30                           | 0.9957        |
| 20                           | 0.9982        |
| 10                           | 0.9997        |
| 3.98                         | 1.0000        |
| 0                            | 0.9998        |
| −10                          | 0.9982        |
| −20                          | 0.9935        |
| −30                          | 0.9839        |
| 注：零度以下是过冷水的密度。 |               |

### 可压缩性
水的压缩系数随压强和温度变化。在0℃和0气压情况下，水的压缩系数是5.1×107 bar−1。 随着压力的增大，压缩系数不断减小，在0℃达到3.9×107 bar−1。水的本体模量是2.2×109 Pa。 非气体，尤其是水的低可压缩性，使人们往往错误地认为水不可压缩。水的低可压缩性，意味着即便是在4000米深的海底，压强达到4×107 Pa，水的体积也仅仅减少了1.8%。

### 导电性质

質子透過水合氫離子和水分子間的一系列氫鍵進行轉移。

不包含任何离子的水是优良的绝缘体，可即使是去离子水也不是完全没有离子的。水在绝对零度以上的任何温度下都会发生自偶电离。由于水是优良的溶剂，所以其中总会含有微量的溶质，多数情况下为无机盐。即使很少量的杂质也会使水导电，因为溶于水中的盐会电离为自由离子。水分子的导电过程被称为格罗特斯机理（Grotthuss mechanism）。
| 温度，°C | 电导率，μS/m |
| -------- | ------------ |
| 0.01     | 1.15         |
| 25       | 5.50         |
| 100      | 76.5         |
| 200      | 299          |
| 300      | 241          |

## 化学性质

### 水的电解
通常情况下，水可由通电而分解为氢气和氧气两种物质，此过程被称为电解。此時水分电离出的H+及OH−離子，分別向陰極及陽極移动。兩個H+在陰極獲得兩電子形成氣體H2，而四個OH−則於陽極結合並釋放出氧氣、分子水及四個電子。氣體生成氣泡升上水面，可被收集。已知水電阻率的最大理論值於25℃時約為182 kΩ ·m2/m（18.2 MΩ·cm2/cm）。此數字與超純水系統逆滲透時觀測到的相當一致，該系統的水經超過濾及去電離處理，半導體製造廠等會用到。鹽或酸等污染物水平即使超過一萬億分之一(ppt)，都會使電阻率水平大幅下降達好幾個kΩ·m2/m（相等於電導上升幾百nS/m）。
{\displaystyle {\ce {2H2O <=> 2H2 + O2}}}
1800年，英国化学家威廉·尼科尔森第一次使用电解的方法将水分解成为氢气和氧气。1805年，约瑟夫·路易·盖-吕萨克和亚历山大·冯·洪堡展示了水是由两体积的氢和一体积的氧组成。

### 水作为溶剂
由于水的极性，水是一种良好溶剂。当离子或极性分子进入水中，就会被水分子立刻包围。水的相对分子质量使一个溶质分子可以被多个水分子包围。偶極中偏負電的部分受溶質中的正電部份吸引，而偶極中的正電部分則反之亦然。
一般来说，离子分子和极性分子诸如酸，酒精，和盐类比较容易溶解在水中，而非极性分子如脂类，油，等有机物在水中由于作用而聚集。
一个离子化合物溶质的典型例子是食盐（NaCl），它会在水中分离为Na+阳离子和Cl−阴离子，每个被水分子包围的离子会从晶格上移走，进入溶液。一个非离子溶质的例子是蔗糖，水中的氢离子与蔗糖的-OH基结合，从而将蔗糖分子带入溶液。

### 水的两性
在化学上，水是一种两性物质，即水可以同时充当酸和碱。当水的pH值为7（中性）时，氢氧根离子（OH−）浓度等于水合氢离子（H3O+）浓度。当化学平衡被破坏时，两种离子的比例发生变化，而表现出酸性或碱性。
根据布仑斯惕-劳里酸碱理论（Brønsted-Lowry）系统，酸被解释为一种在反应中失去质子（一个 H+离子）的物质，而碱则是在反应中得到质子的物质。所以在反应中遇到强酸，水就充当碱，相反，遇到强碱，水就充当酸。例如，在平衡状态中，水从HCl得到H+离子，充当碱：
HCl + H2O ⇌ H3O+ + Cl−
在和氨水的反应中，H2O 失去H+离子，水充当酸：
NH3 + H2O ⇌ NH4+ + OH−

### 水的酸性
理论上，在298 K温度下的水的pH值为7。但事实上，纯水的制备是非常困难的。暴露在空气中的水会迅速地吸收二氧化碳，生成低浓度的碳酸(pH极限值为5.7)。云滴形成以及雨滴掉落的过程中，水也会吸收空气中CO2，因此大部分地球上的水都是弱酸性的。如果空气中氮氧化物和硫氧化物含量过高，就会导致酸雨。

### 水分子的孤對電子

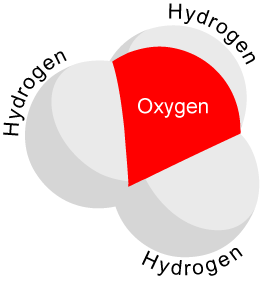
水合氢离子

水分子上還有未成鍵的孤對電子，能與酸放出的氫離子結合生成水合氫離子，所以水也是一種路易斯鹼。
H2O+H+→H3O+

## 量子特性
儘管水的分子式一般被認為是分子熱力學的穩定結果，但於1995年開始的近期研究指出在水的亞原子量子水平時，水表現得較像H3/2O，而不是H2O。 此結果可能對生物、化學及物理系統裏的氫鍵等水平上產生重要的分支課題。實驗指出當中子及質子與水碰撞時，它們的散射方式表明它們只受1.5:1的氫氧比率所影響。然而，能觀測到這反應的時間段需以微微微秒（10−18 s）來量度，故此只與被高度分解的運動及動力系統有關係。

## 系统命名法
水和氧烷（oxidane）是被国际纯粹与应用化学联合会承认的正式名称。另外氧化氢这个名称也用来描述这个分子。
对水来说，最简洁的系统命名是“氧化氢”。这个命名与对相关化合物命名相似，如过氧化氢、硫化氢和氧化氘（重水）。另外一个系统名称是氧烷（oxidane），它被用来作为对基于氧的相关取代基系统命名时的母体。 但事实上，这些取代基常常有其他的推荐名称，例如，羟基（hydroxyl）被推荐来描述-OH集团，而不是“oxidanyl”。IUPAC也认为不应该使用oxane来描述这个分子，因为它已经被用来描述一个环醚，也被叫做四氢吡喃。相似的化合物还包括二噁烷和三氧杂环己烷（trioxane）。